# Liste der Bodendenkmale in Kamern
In der Liste der Bodendenkmale in Kamern sind alle Bodendenkmale der Gemeinde Kamern und ihrer Ortsteile aufgelistet. Grundlage ist die Veröffentlichung der Landesdenkmalliste mit Stand vom 25. Februar 2016. Die Baudenkmale sind in der Liste der Kulturdenkmale in Kamern aufgeführt.
| Denkmal-ID | Fundart            | Ortsteil  | Bezeichnung             | Zeitstellung       | Lage                                                      | Bemerkungen | Bild |
| ---------- | ------------------ | --------- | ----------------------- | ------------------ | --------------------------------------------------------- | --- | ---- |
| 428310042  | Befestigung > Wall | Schönfeld | abgetragener Burgwall   | Mittelalter        | Halbinsel am Westufer des Schönfelder Sees (Lage)         | Nur noch wenige Reststrukturen erkennbar. Vermutlich Reste von Hügel(n)?, Wällen, Gräben oder Hohlwegen. Von der Lage her ähnlich wie Burganlage von Klietz am ‚kleinen See‘.                                                                 |      |
| 428310307  | besonderer Stein   | Schönfeld | preußischer Meilenstein | Neuzeit (ab ~1500) | ca. 300 m südl. des Ortsausganges in Richtg Klietz (Lage) | Inschriften z. T. kaum noch lesbar. Höhe: ca. 79 cm, Querschnitt: quadratisch, ca. 30×30 cm, oben zur Mitte spitz zulaufend. Wohl Buntsandstein. Inschrift: oben Pfeil nach links, darunter „Mahlitz“, darunter „Rehberg“, darunter „Camern“. |      |